# Nico Pino
Nicolás Ignacio Pino Muñoz (Santiago, Chile; 21 de septiembre de 2004) es un piloto de automovilismo chileno. Actualmente compite en la categoría de Hypercar del World Endurance Championship, en los GTP en IMSA SportsCar Championship y es piloto de reserva en Fórmula E para el Grupo Stellantis, donde también es parte del programa para jóvenes pilotos.

## Carrera

### Inicios
Comenzó su carrera en las carreras de karting a la edad de 8 años en Santiago hasta los 13 años cuando pasó a competir en la escena del karting europeo y mundial.

### Fórmula 4
Después de Karting, progresó a la Fórmula 4 haciendo apariciones en el Campeonato del Sudeste Asiático de Fórmula 4, antes de pasar a la mitad de la temporada del prestigioso Campeonato de F4 Británica.
Desde entonces, ha hecho apariciones únicas en la Eurofórmula Open que utiliza monoplazas Dallara 320.

### Prototipos

#### 2021
Hacia fines de año, hizo el cambio de tiempo completo a las carreras de prototipos y resistencia con el objetivo de competir en las 24 Horas de Le Mans. Fue el piloto más joven en participar en una carrera cuando hizo su debut en LMP3 en Spa Francorchamps con Inter Europol Competition siendo el compañero de equipo del piloto de MotoGP, Matteo Passini.

#### 2022

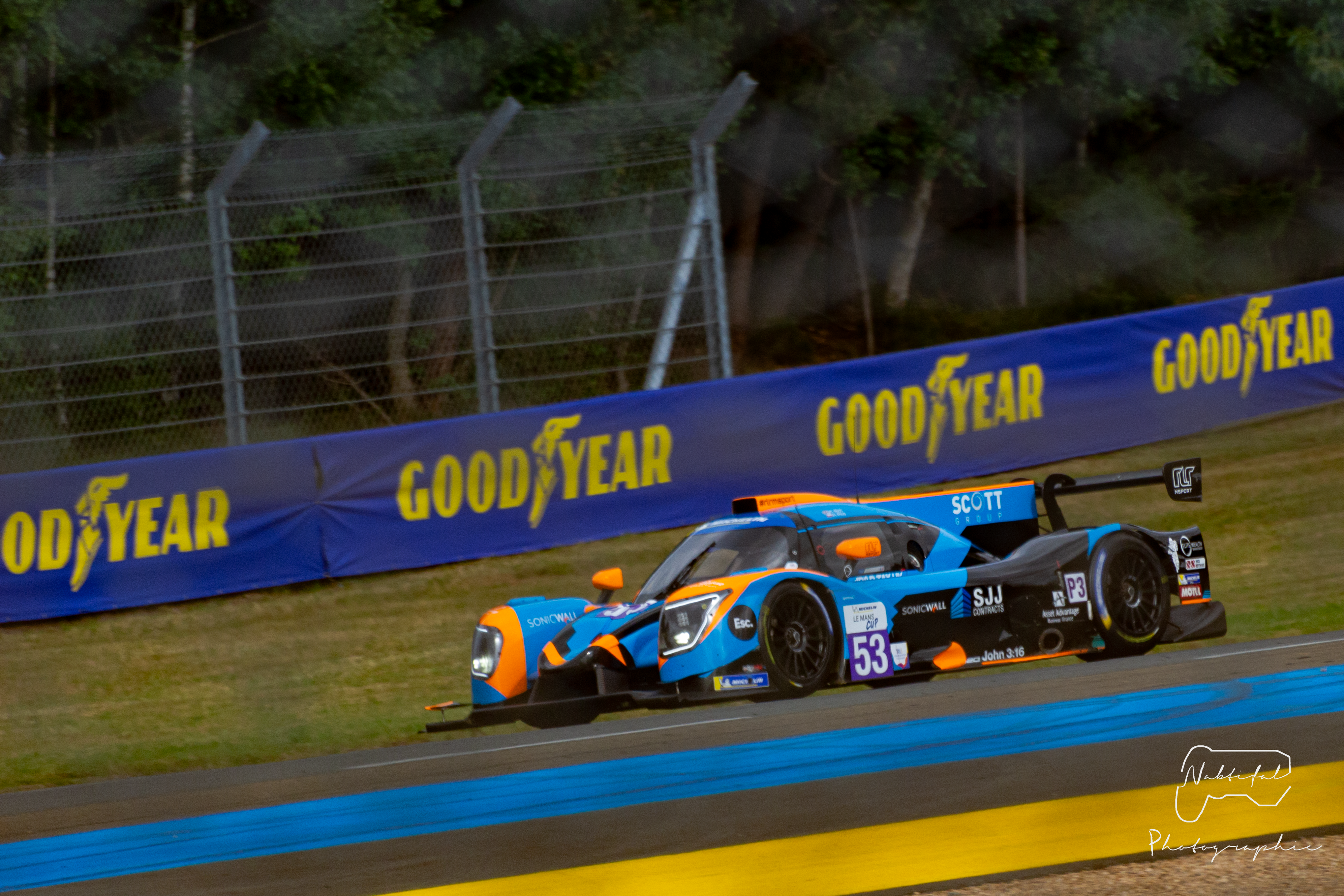
Ligier JS P320 manejado por Pino en 2022.

Para 2022, se embarcó en una campaña de temporada completa en la European Le Mans Series, compitiendo con Inter Europol Competition. A él se unieron los pilotos Ghuilerme Oliveira y Charles Crews en la Clase LMP3. Obtuvo 3 victorias y terminó segundo en la general del campeonato.
También ese año, participó en las 24 Horas de Daytona donde se clasificó segundo en su primera participación en este evento, sin embargo el auto tuvo que ser retirado más adelante en la carrera debido a un incidente con uno de los compañeros de equipo.
Participó en la carrera Le Mans LMP3 de la Le Mans Cup con RLR MSport. Fue llamado como reemplazo de última hora 2 días antes del evento y tuvo que volar durante la noche desde Chile.
Durante el transcurso de la temporada 2022 de la European Le Mans Series, fue llamado por el equipo líder Sean Creech Motorsport para competir en la ronda Petit Le Mans del IMSA SportsCar Championship en la categoría LMP3.

## Resumen de carrera
| Temporada | Categoría                                              | Equipo                       | Carreras     | Victorias    | Poles        | VR           | Podios       | Puntos       | Pos.         |
| --------- | ------------------------------------------------------ | ---------------------------- | ------------ | ------------ | ------------ | ------------ | ------------ | ------------ | ------------ |
| 2019      | Campeonato del Sudeste Asiático de Fórmula 4           | Meritus.GP                   | 4            | 0            | 0            | 0            | 0            | 0            | NC†          |
| 2020      | Campeonato de F4 Británica                             | Argenti Motorsport           | 12           | 0            | 0            | 0            | 0            | 14           | 14.º         |
| 2021      | Eurofórmula Open                                       | Drivex School                | 3            | 0            | 0            | 0            | 0            | 4            | 22.º         |
| 2021      | European Le Mans Series - LMP3                         | Inter Europol Competition    | 2            | 0            | 0            | 0            | 0            | 8            | 28.º         |
| 2021      | Supercars Endurance GT4 South - GT4 Pro                | Tockwith Motorsport          | 2            | 2            | 0            | 1            | 2            | 50           | 2.º          |
| 2022      | Asian Le Mans Series - LMP3                            | Inter Europol Competition    | 4            | 0            | 0            | 0            | 0            | 36           | 7.º          |
| 2022      | European Le Mans Series - LMP3                         | Inter Europol Competition    | 6            | 3            | 0            | 0            | 3            | 79           | 2.º          |
| 2022      | IMSA SportsCar Championship - LMP3                     | Performance Tech Motorsports | 1            | 0            | 0            | 0            | 0            | 332          | 28.º         |
| 2022      | IMSA SportsCar Championship - LMP3                     | Sean Creech Motorsport       | 1            | 0            | 0            | 0            | 1            | 332          | 28.º         |
| 2022      | Le Mans Cup - LMP3                                     | RLR MSport                   | 2            | 0            | 0            | 0            | 0            | 0            | NC†          |
| 2022      | Eurofórmula Open                                       | Drivex School                | 8            | 0            | 0            | 0            | 0            | 20           | 14.º         |
| 2023      | Asian Le Mans Series - LMP2                            | ARC Bratislava               | 4            | 0            | 0            | 0            | 0            | 18           | 11.º         |
| 2023      | European Le Mans Series - LMP2                         | Duqueine Team                | 6            | 1            | 0            | 0            | 2            | 79           | 4.º          |
| 2023      | IMSA SportsCar Championship - LMP3                     | Sean Creech Motorsport       | 4            | 0            | 2            | 1            | 2            | 858          | 16.º         |
| 2024      | Campeonato Mundial de Resistencia de la FIA - LMGT3    | United Autosports            | 8            | 0            | 1            | 0            | 1            | 36           | 18.º         |
| 2024      | European Le Mans Series - LMP2                         | Nielsen Racing               | 3            | 0            | 0            | 0            | 0            | 0            | 23.º         |
| 2024      | European Le Mans Series - LMP2                         | IDEC Sport                   | 2            | 0            | 0            | 0            | 0            | 0            | 23.º         |
| 2024      | IMSA SportsCar Championship - LMP2                     | United Autosports USA        | 5            | 0            | 0            | 0            | 0            | 1276         | 22.º         |
| 2025      | IMSA SportsCar Championship - GTP                      | Proton Competition           | Disputándose | Disputándose | Disputándose | Disputándose | Disputándose | Disputándose | Disputándose |
| 2025      | Campeonato Mundial de Resistencia de la FIA - Hypercar | Proton Competition           | Disputándose | Disputándose | Disputándose | Disputándose | Disputándose | Disputándose | Disputándose |
| Fuente:   |                                                        |                              |              |              |              |              |              |              |              |

## Resultados

### Eurofórmula Open
(Clave) (negrita indica pole position) (cursiva indica vuelta rápida puntuable)

| Año  | Escudería     | 1   | 1   | 1   | 2   | 2   | 2   | 3   | 3   | 3   | 4   | 4   | 4   | 5   | 5   | 5   | 6   | 6   | 6   | 7   | 7   | 7   | 8   | 8   | 8   | Pos. | Puntos |
| ---- | ------------- | --- | --- | --- | --- | --- | --- | --- | --- | --- | --- | --- | --- | --- | --- | --- | --- | --- | --- | --- | --- | --- | --- | --- | --- | ---- | ------ |
| 2021 | Drivex School | POR | POR | POR | LEC | LEC | LEC | SPA | SPA | SPA | BUD | BUD | BUD | IMO | IMO | IMO | SPI | SPI | SPI | MNZ | MNZ | MNZ | BAR | BAR | BAR | 22.º | 4      |
| 2021 | Drivex School |     |     |     |     |     |     |     |     |     |     |     |     |     |     |     |     |     |     | 8   | 11  | Ret |     |     |     | 22.º | 4      |

| Año  | Escudería     | 1   | 1   | 1   | 2   | 2   | 3   | 3   | 3   | 4   | 4   | 4   | 5   | 5   | 5   | 6   | 6   | 6   | 7   | 7   | 7   | 8   | 8   | 8   | 9   | 9   | 9   | Pos. | Puntos |
| ---- | ------------- | --- | --- | --- | --- | --- | --- | --- | --- | --- | --- | --- | --- | --- | --- | --- | --- | --- | --- | --- | --- | --- | --- | --- | --- | --- | --- | ---- | ------ |
| 2022 | Drivex School | EST | EST | EST | PAU | PAU | LEC | LEC | LEC | SPA | SPA | SPA | BUD | BUD | BUD | IMO | IMO | IMO | SPI | SPI | SPI | MNZ | MNZ | MNZ | BAR | BAR | BAR | 14.º | 20     |
| 2022 | Drivex School | 10  | 9   | 11  | Ret | 5   | 7   | Ret | Ret | WD  | WD  | WD  |     |     |     |     |     |     |     |     |     |     |     |     |     |     |     | 14.º | 20     |

### European Le Mans Series
(Clave) (negrita indica pole position) (cursiva indica vuelta rápida puntuable)

| Año     | Escudería                 | Clase | Automóvil      | 1       | 2      | 3     | 4     | 5       | 6       | Pos. | Puntos |
| ------- | ------------------------- | ----- | -------------- | ------- | ------ | ----- | ----- | ------- | ------- | ---- | ------ |
| 2021    | Inter Europol Competition | LMP3  | Ligier JS P320 | BAR     | SPI    | LEC   | MNZ   | SPA Ret | ALG 7   | 28.º | 8      |
| 2022    | Inter Europol Competition | LMP3  | Ligier JS P320 | LEC DSQ | IMO 8  | MNZ 1 | BAR 1 | SPA 1   | ALG Ret | 2.º  | 79     |
| 2023    | Duqueine Team             | LMP2  | Oreca 07       | BAR 1   | LEC 2  | ARA 6 | SPA 6 | POR 5   | ALG 5   | 4.º  | 79     |
| 2024    | Nielsen Racing            | LMP2  | Oreca 07       | BAR 13  | LEC 11 | IMO   | SPA   | MUG     | POR     | *    | *      |
| Fuente: |                           |       |                |         |        |       |       |         |         |      |        |

- * Temporada actualmente en curso.

### WeatherTech SportsCar Championship
(Clave) (negrita indica pole position) (cursiva indica vuelta rápida puntuable)

| Año     | Escuderóa                    | Clase | Automóvil      | 1     | 2      | 3     | 4   | 5     | 6   | 7     | Pos. | Puntos |
| ------- | ---------------------------- | ----- | -------------- | ----- | ------ | ----- | --- | ----- | --- | ----- | ---- | ------ |
| 2022    | Performance Tech Motorsports | LMP3  | Ligier JS P320 | DAY 7 | SEB    | MDO   | WGL | MOS   | ELK |       | 28.º | 332    |
| 2022    | Sean Creech Motorsport       | LMP3  | Ligier JS P320 |       |        |       |     |       |     | PET 3 | 28.º | 332    |
| 2023    | Sean Creech Motorsport       | LMP3  | Ligier JS P320 | DAY 2 | SEB 7  | WGL 7 | MOS | ELK 2 | IMS | PET   | 16.º | 858    |
| 2024    | United Autosports USA        | LMP2  | Oreca 07       | DAY 6 | SEB 10 | WGL   | MOS | ELK   | IMS | ATL   | 9.º* | 525*   |
| Fuente: |                              |       |                |       |        |       |     |       |     |       |      |        |

- * Temporada actualmente en curso.

### 24 Horas de Le Mans
| Año     | Equipo             | Copilotos                     | Automóvil            | Clase    | Vueltas | Pos. | Pos. Clase |
| ------- | ------------------ | ----------------------------- | -------------------- | -------- | ------- | ---- | ---------- |
| 2023    | Duqueine Team      | René Binder Neel Jani         | Oreca 07-Gibson      | LMP2     | 327     | 11.º | 3.º        |
| 2024    | United Autosports  | Hiroshi Hamaguchi Marino Sato | McLaren 720S GT3 Evo | LMGT3    | 212     | DNF  | DNF        |
| 2025    | Proton Competition | Neel Jani Nico Varrone        | Porsche 963          | Hypercar | 383     | 13.º | 13.º       |
| Fuente: |                    |                               |                      |          |         |      |            |